# Andreï Khrouliov
Andreï Vassilievitch Khrouliov (russe : Андрей Васильевич Хрулёв), né le 30 septembre 1892 dans le raïon de Kingissepp (gouvernement de Saint-Pétersbourg) et décédé le 9 juin 1962 à Moscou (URSS), est un commandant militaire et homme politique soviétique.

## Jeunesse
Andreï Khrouliov est né dans le village de Bolshaya Aleksandrovka. Il est le fils de Vassili Vassilievitch Khrouliov, un forgeron gréviste, et de Maria Ivanovna, une paysanne. Il fait son apprentissage chez un orfèvre de 1903 à 1912. À un moment donné, il devient révolutionnaire, pour lequel il s'exile en Estonie de 1912 à 1914.

## Carrière
Rejoignant l'Armée rouge en 1918 pendant la guerre civile russe, Khrouliov sert d'abord à Petrograd, puis de 1919 à 1921 en tant que commissaire politique dans la 11e division de cavalerie de la première armée de cavalerie de Boudienny.
Après la guerre, il continue son service militaire et commence à développer un système logistique plus sophistiqué pour l'Armée rouge, qui deviendra l'arrière des forces armées russes. Khrouliov a été chef de la direction de l'intendant principal de l'Armée rouge (1939-1941), chef adjoint du commissaire du peuple à la défense de l'URSS et chef de la direction principale des services arrière de l'Armée rouge (à partir de 1941). De 1942 à 1943, il a occupé le poste de Commissariat du peuple aux chemins de fer.

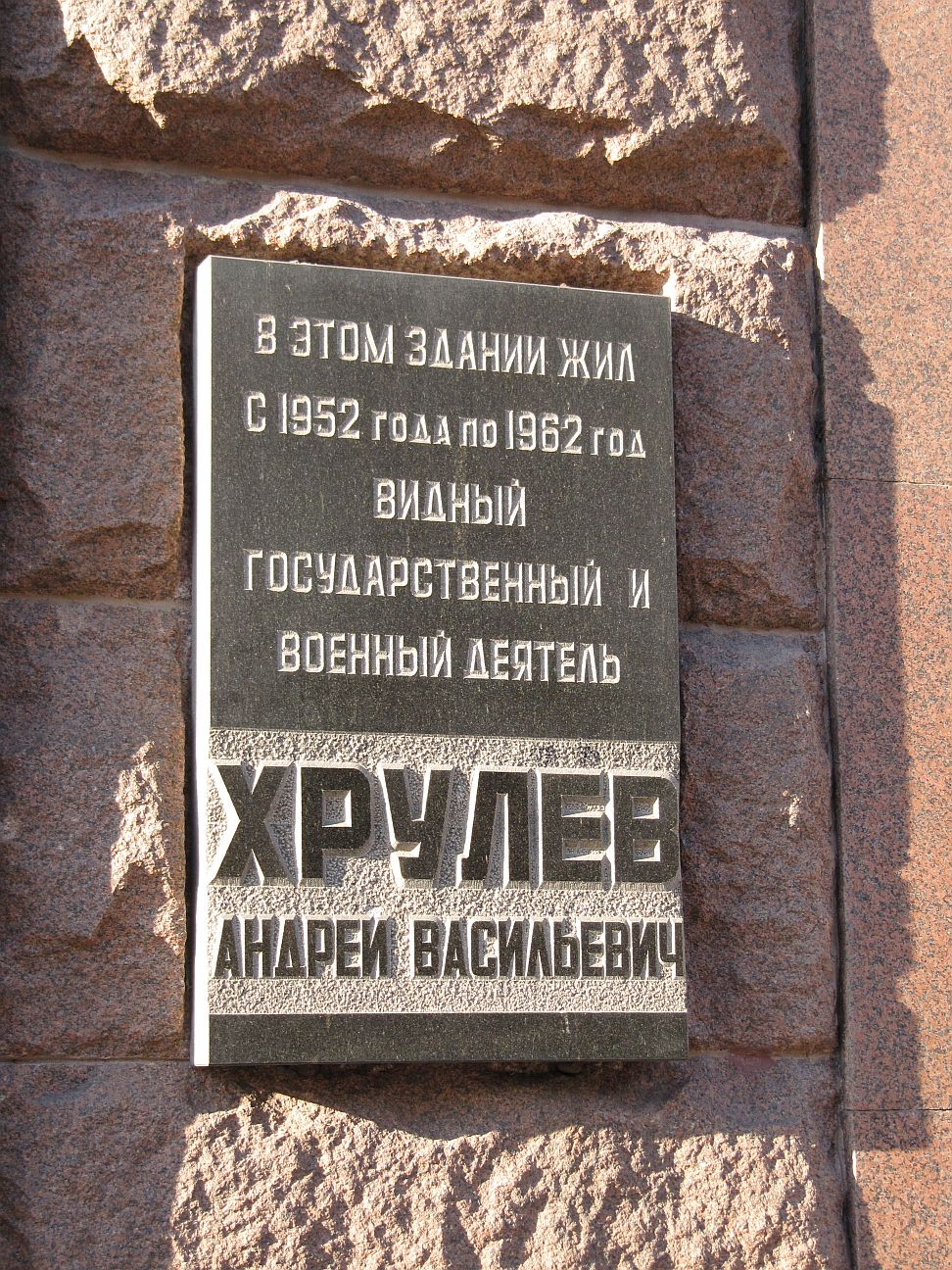
Plaque en l'honneur du général Khrouliov dans la rue Tverskaïa à Moscou.

À sa mort en 1962, un groupe de maréchaux pressa le Politburo d'enterrer Khrouliov dans la nécropole du mur du Kremlin. Normalement, les généraux de son rang (général d'armée) n'avaient pas droit à cet honneur ; Nikita Khrouchtchev, qui ne s'entendait pas avec lui, suggéra de l'enterrer au cimetière de Novodievitchi. L'armée prévalut et ses cendres furent enterrées sur la place Rouge.